# Kreis Bad Liebenwerda

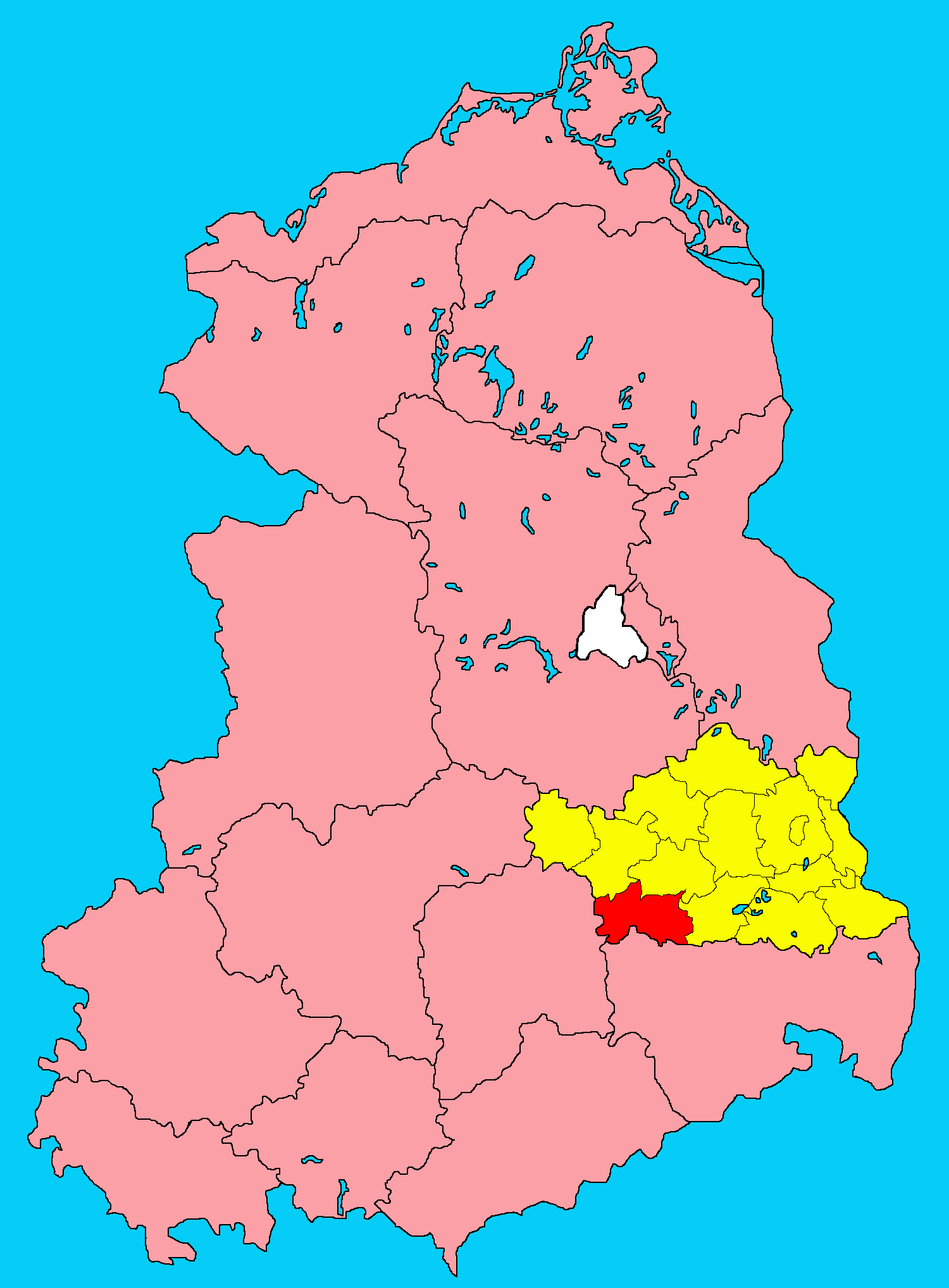
Lage des Kreises Bad Liebenwerda
im Bezirk Cottbus

Der Kreis Bad Liebenwerda war ein Kreis im Bezirk Cottbus in der DDR.
Nach der Verwaltungsreform, die am 25. Juli 1952 in Kraft trat, wurde der Kreis Bad Liebenwerda aus dem ehemaligen Landkreis Liebenwerda gebildet. Am 17. Mai 1990 wurde der Kreis in Landkreis Bad Liebenwerda umbenannt. Anlässlich der Wiedervereinigung im August 1990 wurde der Landkreis Bad Liebenwerda ein Landkreis nach deutschem Kommunalrecht. Am 6. Dezember 1993 ging der Landkreis Bad Liebenwerda im Zuge der Kreisreform in Brandenburg mit den Landkreisen Herzberg und Finsterwalde im Landkreis Elbe-Elster auf. Der Sitz der Kreisverwaltung befand sich in Bad Liebenwerda.

## Geografie

### Lage
Der Kreis Bad Liebenwerda lag im Südwesten des Bezirkes Cottbus. Geographisch gehörte der Kreis zum Breslau-Magdeburger Urstromtal.
Die mittlere Nord-Süd-Ausdehnung betrug 16 km und die mittlere Ost-West-Ausdehnung 35 km.
Die Koordinaten lagen zwischen 13°15’ bis 13°45’ Ost und bei 51°30’ Nord.

### Fläche und Einwohnerzahl
Die Fläche des Kreises betrug 599,4 km². Zum Vergleich: Die Fläche des Bezirks Cottbus betrug 8260 km². Seine landwirtschaftliche Nutzfläche umfasste etwa 35.760 ha, seine Gewässerfläche etwa 950 ha und seine Waldfläche etwa 5900 ha.
Im Jahr 1957 hatte der Kreis etwa 59.400 Einwohner, 1980 waren es etwa 56.000. Der Bezirk Cottbus hatte in diesem Jahr 825.021 Einwohner.
Die Bevölkerungsdichte belief sich im Jahr 1957 auf 99 und 1980 auf 93 Einwohner je km².

### Nachbarkreise
Angrenzende Kreise waren:
- im Norden: Kreise Herzberg und Finsterwalde (Bezirk Cottbus)
- im Osten: Kreis Senftenberg (Bezirk Cottbus)
- im Süden: Kreise Großenhain und Riesa (Bezirk Dresden)
- im Westen: Kreise Oschatz und Torgau (Bezirk Leipzig)

### Schutzgebiete

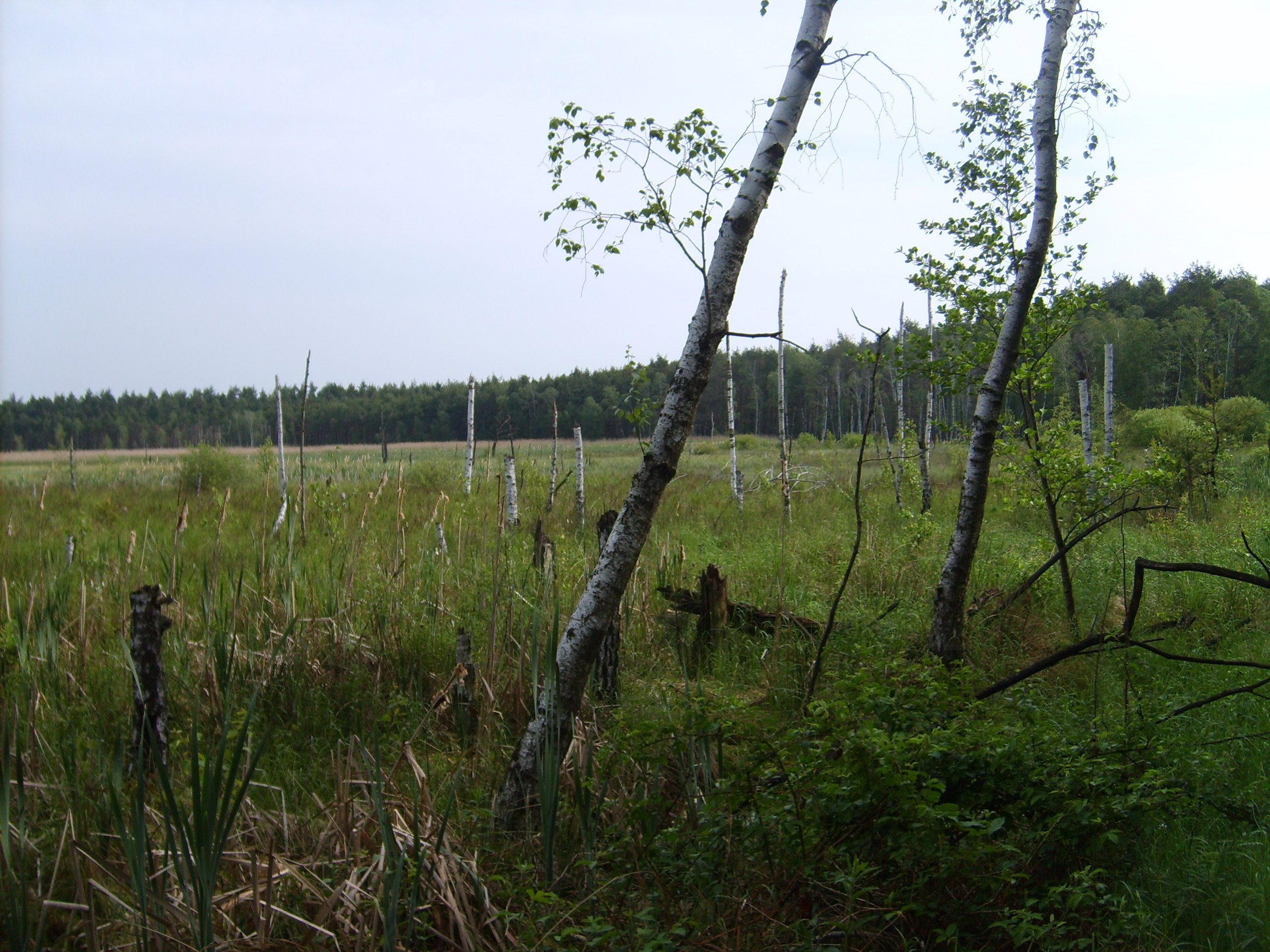
Naturschutzgebiet Der Loben

#### Landschaftsschutzgebiete
Die Landschaftsschutzgebiete dienten in erster Linie der Erholung der Bevölkerung. Landschaftverändernde Maßnahmen bedurften der Zustimmung der zuständigen örtlichen Räte. Sie wurden in Zusammenarbeit zwischen dem Naturschutzbeauftragten des Rates des Kreises mit der Kreisplankommission für die Landschaftsschutzgebiete in Landschaftspflegeplänen erschlossen. Die Landschaftsschutzgebiete im Kreis Bad Liebenwerda waren die Elbaue Mühlberg, der Burgwall Kosilenzien, Lampfert bei Kröbeln, Lampfert bei Wahrenbrück, die Elsteraue bei Bad Liebenwerda und die Merzdorfer-Hirschfelder Höhen.

#### Naturschutzgebiete
Als Naturschutzgebiete im Kreis Bad Liebenwerda waren das NSG „Gänsewinkel - Alte Röder“  bei Prieschka, bei Hohenleipisch „Der Loben“ und der „Suden“ bei Gorden ausgewiesen.

## Geschichte
Am 25. Juli 1952 wurde der Kreis Bad Liebenwerda aus dem ehemaligen Landkreis Liebenwerda gebildet, dabei wurden die Orte Drasdo, Falkenberg/Elster, Kölsa, München/Elster, Langennaundorf, Schmerkendorf sowie Uebigau und Wiederau in den Kreis Herzberg eingegliedert.
Außerdem wurden die Gemeinden Frauwalde, Grünewalde, Großkmehlen, Kleinkmehlen, Koyne (zu Kleinleipisch), die Stadt Ortrand sowie die Gemeindeteile Bockwitz, Dolsthaida, Kleinleipisch, Mückenberg und Naundorf der damaligen Großgemeinde Lauchhammer in den östlich gelegenen Kreis Senftenberg eingegliedert. 
In den Kreis Torgau im Bezirk Leipzig wurden Kötten, Packisch und Stehla eingegliedert.
Am 1. Juli 1954 wechselte die Gemeinde Prösen aus dem Kreis Riesa im Bezirk Dresden in den Kreis Bad Liebenwerda.
1990 wurden die DDR-Bezirke aufgelöst und die bis 1952 bestehenden Länder wiederhergestellt. In den  Grenzkreisen mehrerer Bezirke fanden Bürgerbefragungen zur zukünftigen Länderzugehörigkeit statt, so auch im Kreis Bad Liebenwerda. Am 20. Juli 1990 stimmten für Sachsen 53,1 Prozent, für Brandenburg 25,5 Prozent und für Sachsen-Anhalt 21,4 Prozent (Wahlbeteiligung  58,5 Prozent). Der Kreistag entschied sich aber am Tag danach für eine Zugehörigkeit zu Brandenburg.

## Politik

### Verwaltungsstruktur
Vorsitzender des Rates des Kreises
Erster Stellvertreter des Vorsitzenden des Rates
Stellvertreter des Vorsitzenden des Rates und Vorsitzender der Kreisplankommission
Stellvertreter des Vorsitzenden des Rates und Vorsitzender des Rates für Landwirtschaft und Nahrungsgüterproduktion
Stellvertreter des Vorsitzenden des Rates für Inneres
Stellvertreter des Vorsitzenden des Rates für Handel und Versorgung
Sekretär des Rates
Mitglieder des Rates
- für Finanzen und Preise
- Kreisbaudirektor
- für Wohnungspolitik und Wohnungswirtschaft
- für Arbeit
- für örtliche Versorgungswirtschaft
- für Energie
- für Verkehrs- und Nachrichtenwesen
- für Umweltschutz, Wasserwirtschaft und Erholungswesen
- Kreisschulrat
- für Kultur
- für Jugendfragen, Körperkultur und Sport
- Kreisarzt.

### Vorsitzender des Rates des Kreises und Landräte (Auswahl)
| Amtszeit  | Name                |
| --------- | ------------------- |
| 1990–1993 | Andreas Buschbacher |
| 1993–1994 | Walter Kroker       |

## Wirtschaft und Infrastruktur
Der Kreis Bad Liebenwerda war ein Industrie-Agrar-Kreis. Nennenswerte Industrie gab es im Raum Elsterwerda und Bad Liebenwerda. Etwa 31 % der erwerbstätigen Bevölkerung arbeiteten in der Industrie, 22 % in der Landwirtschaft.

### Industrie und Handel
Wichtige Betriebe der Metallverarbeitung waren der VEB Anlagenbau Impulsa, der VEB Schraubenwerk in Elsterwerda und der VEB Robotron (ehemals Firma Reiss) in Bad Liebenwerda. Betriebe der Leichtindustrie waren der VEB Möbelindustrie Mühlberg und der VEB Steingutwerk Elsterwerda. Baumaterialien wurden im VEB Zuschlagsstoffe und Spezialsande Haida, im VEB Elbekies Mühlberg und der Baubeschlagfabrik Elsterwerda produziert.

### Landwirtschaft
Wichtige Betriebe der Land- und Nahrungsgüterwirtschaft waren der VEB Zuckerfabrik Brottewitz (die einzige Zuckerfabrik im Bezirk Cottbus), die VdgB Molkereigenossenschaft in Elsterwerda, die LPG Tierproduktion Mühlberg, die LPG Pflanzenproduktion Mühlberg, der VEB Milchproduktionsanlage Hirschfeld, die LPG „Thomas Münzer“ in Oschätzchen, die LPG Pflanzenproduktion Kahla und die LPG Pflanzenproduktion Prestewitz. Im Kreis Bad Liebenwerda gab es drei Brikettfabriken. Diese befanden sich in Domsdorf, Wildgrube und Plessa und gehörten zum Braunkohlenkombinat (BKK) Lauchhammer.

## Verkehr
Die Hauptverkehrsachsen im Kreis waren die Fernverkehrsstraße 101 und die Fernverkehrsstraße 183. In Elsterwerda kreuzte sich die Bahnstrecke Berlin–Dresden mit der Bahnstrecke Węgliniec–Roßlau.

## Kreisangehörige Gemeinden und Städte
| Altenau Bad Liebenwerda (Stadt) Beiersdorf Beutersitz Bönitz Brottewitz Burxdorf Dobra Döllingen Döllingen-Kahla (ab 1974) Domsdorf Dreska Elsterwerda (Stadt) Fichtenberg Fichtenberg-Altenau (ab 1974) | Gorden Gröden Großthiemig Haida Hirschfeld Hohenleipisch Kahla Kauxdorf Kosilenzien Koßdorf Kotschka Kraupa Kröbeln Langenrieth Lausitz | Maasdorf Martinskirchen Marxdorf Merzdorf Möglenz Mühlberg (Stadt) Neuburxdorf Oschätzchen Plessa Prestewitz Prieschka Prösen Reichenhain Rothstein Saathain | Saxdorf Schraden Stolzenhain Thalberg Theisa Wahrenbrück (Stadt) Wainsdorf Wildgrube Winkel Würdenhain Zeischa Zinsdorf Zobersdorf |

Eingemeindungen zwischen 1952 und 1989
Altenau, am 1. April 1974 zu Fichtenberg-Altenau
Burxdorf, am 1. Januar 1977 zu Neuburxdorf
Döllingen, am 1. April 1974 zu Döllingen-Kahla
Dreska, am 1. April 1974 zu Hohenleipisch
Fichtenberg, am 1. April 1974 zu Fichtenberg-Altenau
Kahla, am 1. April 1974 zu Döllingen-Kahla
Kotschka, am 1. April 1974 zu Elsterwerda
Langenrieth, am 1. Januar 1977 zu Neuburxdorf
Würdenhain, am 1. April 1974 zu Haida
Zinsdorf, am 1. Januar 1977 zu Wahrenbrück

## Kfz-Kennzeichen
Den Kraftfahrzeugen (mit Ausnahme der Motorräder) und Anhängern wurden von etwa 1974 bis Ende 1990 dreibuchstabige Unterscheidungszeichen, die mit dem Buchstabenpaar ZA begannen, zugewiesen. Die letzte für Motorräder genutzte Kennzeichenserie war ZX 00-01 bis ZX 50-00.
Anfang 1991 erhielt der Landkreis das Unterscheidungszeichen LIB. Es wurde bis Ende 1993 ausgegeben. Seit dem 29. Mai 2013 ist es im Landkreis Elbe-Elster erhältlich (Kennzeichenliberalisierung).

### Periodika
- Heimatkalender für den Kreis Bad Liebenwerda. (seit 1912 in Liebenwerda herausgegebene Buchreihe)
- Die Schwarze Elster. (heimatkundliche Schriftenreihe)